# Atròfia

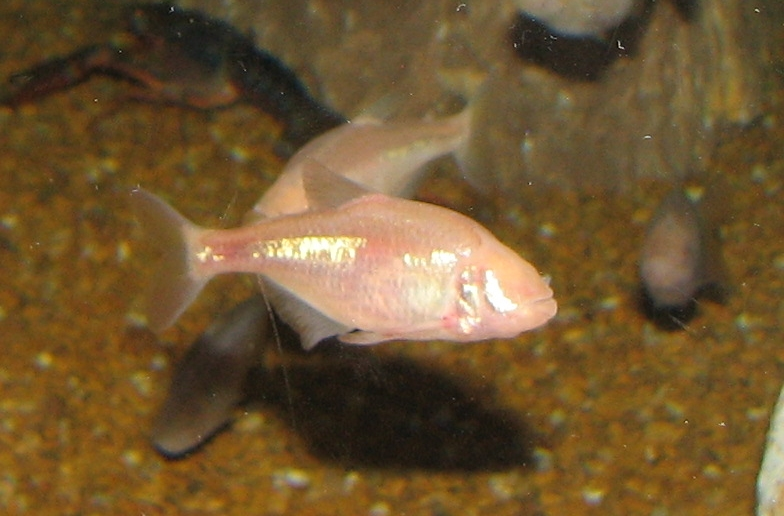
El peix Astyanax mexicanus amb ulls atrofiats a causa d'un procés evolutiu

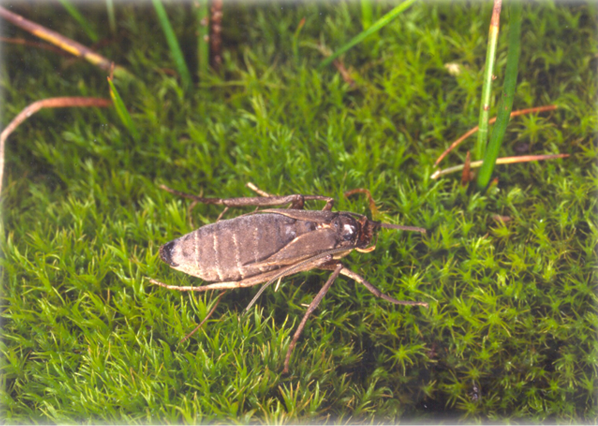
L'arna adulta Pringleophaga marioni amb ales atrofiades

Atròfia és un terme que s'utilitza en biologia i en patologia en referència a la disminució del volum, talla o funció d'un membre, òrgan o teixit. A l'afebliment o esmussament d'alguna facultat o capacitat.
També es parla d'atròfia en referència a la involució d'un òrgan, teixit, etc., o de la seva funció, per raons fisiològiques normals (desenvolupament ontogenètic, envelliment, etc.), com és el cas de l'atròfia de l'artèria i de la vena umbilicals arribada la naixença, la dels òrgans sexuals atesa la senilitat, o la dels vasos conductors de les plantes en esdevenir-se el procés de lignificació, o per raons patològiques, com és el cas de la degeneració d'alguns teixits després de certes malalties o lesions.
Des del punt de vista de l'evolució, l'atròfia és la involució filogenètica d'un òrgan, teixit, etc., com la soferta, per exemple, per les extremitats dels cetacis respecte a la dels mamífers tetràpodes que filogenèticament els precediren. L'atròfia és un fenomen corrent al llarg dels processos evolutius (evolució).
La hipotròfia és quan es produeix un desenvolupament inferior al normal de cèl·lules, teixits, òrgans o individus, sense alteració de l'estructura.

## Característiques

### Biologia
- En biologia l'atròfia és la involució d'un òrgan, o de la seva funció, a causa d'un procés evolutiu i genètic.

Un exemple clar d'atròfia biològica és el peix cec Astyanax mexicanus que viu en total obscuritat a certs llacs subterranis del Mèxic. El procés invers a l'atròfia, és a dir el desenvolupament desmesurat d'un òrgan o membre, es coneix amb el nom d'hipertròfia.

### Patologia
- En patologia l'atròfia es pot donar a conseqüència de:
  - Disminució o alteració dels processos nutritius, impedint l'arribada de la quantitat necessària per mantenir l'equilibri del recanvi orgànic, és a dir, per mantenir la relació entre l'assimilació (anabolisme) i la desassimilació (catabolisme) de l'economia cel·lular.
  - Mala vascularització o innervació de la zona.
  - Senescència o envelliment
  - Problemes hormonals
  - Infeccions o malalties, com la miopatia de Duchenne que provoca una atròfia muscular
  - Disminució o absència d'ús.
  - Pràctiques o costums de caràcter social, com l'embenat de peus.